# State of the art

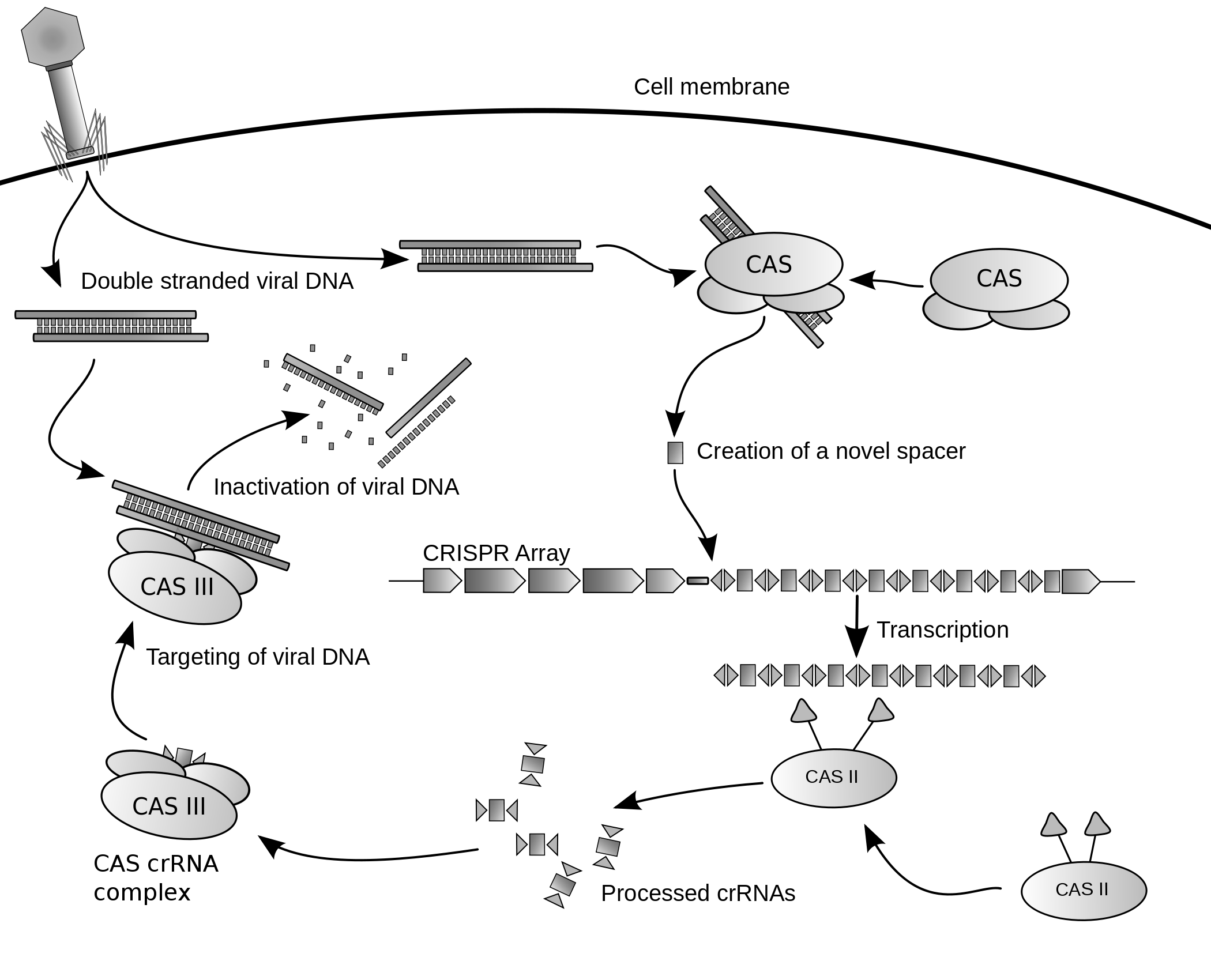
Gensaxen CRISPR/Cas9 är ett exempel på State of the art teknologi. Bilden visar ett diagram över CRISPR-prokaryota antivirala försvarsmekanism.

State of the art är ett engelskt begrepp som hänvisar till den högsta nivån av utveckling inom teknik eller ett vetenskapligt område, som uppnåtts vid en viss tidpunkt.
Termen har använts sedan 1910 och har blivit ett vanligt begrepp inom reklam och marknadsföring, och en juridiskt betydelsefull fras med avseende på originalitet i både patentlagstiftning och skadeståndsansvar.
I reklam används begreppet för att förmedla att en produkt är enligt senaste rön och tillverkad med den bästa och senaste tillgängliga tekniken.

## Termens ursprung
Ursprunget till begreppet State of the art har sin början tidigt 1900-tal. Den tidigaste användningen av termen är dokumenterad i Oxford English Dictionary 1910, från en ingenjörshandbok av Henry Harrison Suplee, i en ingenjörsexamen från University of Pennsylvania 1876, med titeln - "Gasturbin: framsteg i design och konstruktion av turbiner som drivs av förbränningsgaser". Det relevanta avsnittet lyder: "I det nuvarande state of the art är detta det bästa som kan göras". Ordet art avser här teknik, snarare än konst.